# Павел Плеве
Павел Ада̀мович Плѐве е руски офицер (достига чин генерал-лейтенант), служил и в българското военно министерство малко след Освобождението.

## Биография

### Образование и младежки години
Павел Плеве е роден на 30 май 1850 г. в Русия. Има аристократичен произход. Завършва Николаевското кавалерийско училище през 1870 г. Постъпва в Генералщабната академия, но прекъсва за да участва в Руско-турската война. По време на войната служи в щаба на XIII-ти армейски корпус, а след нейния край е в командването на окупационните войски. Той е първият преподавател по тактика във Военното училище в София.

### Военна и политическа дейност
През 1880 г. в продължение на няколко дни е временно управляващ военното министерство на Княжество България, в първото правителство на митрополит Климент от 22 март 1880 до 26 март 1880 г. и в първото правителство на Драган Цанков от 26 март 1880 до 3 април 1880 г.
След завръщането си в Русия е на служба в Лебгвардейския кирасирски полк (1881). Заема щабни длъжности в Генералния щаб (1881 – 1883) и е командир на XII-ти мариуполски пехотен полк (1890). Последователно е началник на Николаевското кавалерийско училище (1893 – 1899) и командир на XII-та кавалерийска дивизия. През 1893 г. е повишен във военно звание генерал-майор и става командир на Николаевското кавалерийско училище (1895 – 1883). Началник-щаб на Донската казашка войска (1901), комендант на Варшавската крепост (1905) и генерал от кавалерията (1907). През 1910 г. е повишен в чин генерал-лейтенант и става командващ войските на Московския военен окръг.
По време на Първата световна война командва 4-та армия. За провеждането на Галицийската операция е награден с Орден „Свети Георги“ IV степен (1914). Командир на 6-а и 5-а армия, командващ Северния фронт (1915). Последно член на Държавния съвет (1916). Умира на 28 март 1918 г. и е погребан в Московското военно гробище на ветерани от Първата световна война.

## Творчество
- ((ru)) Военно-статистический обзор княжества Болгарского и стратегическое его значение в случае войны России с Турцией и Австрией Санкт-Петербург: тип. Штаба войск гвардии и Петерб. воен. окр., 1881
- ((ru)) Очерки из истории конницы: Курс ст. класса Николаев. кавалер. уч-ща / Сост. Ген. штаба полк. П.А. Плеве Санкт-Петербург: типо-лит. И.А. Литвинова, 1889
- ((ru)) Замечания по стратегическим темам дополнительного курса Николаевской академии Генерального штаба в 1889 году Санкт-Петербург: тип. Штаба войск гвардии и Петерб. воен. округа, 1909